# Youri Averine
Youri Ivanovitch Averine (Ю́рий Ива́нович Аве́рин), né le 28 octobre 1922 à Voronej (RSFSR) et mort le 29 janvier 1990 à Moscou, est un acteur russe soviétique, artiste du peuple de la RSFSR (1970).

## Biographie
Il naît à Voronej dans une famille d'enseignants.
Après avoir été diplômé en 1940 de l'école théâtrale de Voronej (cours d'A.P. Novoskoltseva), il est engagé dans la troupe du théâtre dramatique de Voronej.
Il combat pendant la Grande Guerre patriotique en tant qu'engagé volontaire. Il participe à la libération de Kharkov, à la prise de Königsberg et de Prague, à l'assaut contre Berlin. Il termine la guerre en Tchécoslovaquie avec la grade de sergent.
En 1945-1946, il est artiste de l'ensemble de chants et de danses de l'Armée rouge à Grodno. En 1946-1947, il travaille dans la troupe du théâtre Marko Kropivnitski de Kharkov, en 1947-1949 dans celle du théâtre d'Irkoutsk et en 1949-1951, au théâtre de Briansk, puis en 1951-1953, il est engagé dans la troupe du théâtre Maly de Moscou. À partir de 1965, il est acteur au théâtre dramatique Pouchkine de Moscou.
Averine travaille aussi pour la radio et se produit dans des programmes de théâtres et de lectures radiophoniques.
Il meurt le 29 janvier 1990 et il est enterré au cimetière Piatnitskoïe de Moscou (1re division), où le rejoint plus tard son épouse.

### Famille
- Épouse: Valentina Dmitrievna Arkhanguelskaïa (1919-1999), actrice, divorcée d'Alexandre Galitch; ils élèvent la fille de Valentina et d'Alexandre Galitch, Aliona.

## Filmographie
- 1956: La Garnison immortelle (Бессмертный гарнизон): général allemand
- 1956: Les Ailes (Крылья): Kalina
- 1956: La leçon d'histoire (Урок истории): Goering
- 1959: Le Destin d'un homme (Судьба человека): Müller, commandant du camp
- 1961: Notre rue (Наша улица) — Le Parc, doublage de C. Nikolaïev
- 1963: Les Chiens (Собаки): Peter Labouchan, boër, fermier
- 1964: Le Bracelet de grenats (Гранатовый браслет): Gustav von Friesse
- 1964: La fille de Stration (Дочь Стратиона): colonel allemand
- 1964: Le Palais (Палата): le professeur
- 1967: Lumière du nord (Северный свет): Sommerville
- 1968: Et de nouveau mai! (…И снова май!): Piotr Filippovitch, capitaine de cavalerie
- 1970: Les Zykov (Зыковы ): Antipa Zykov
- 1972: Cela brille, mais ne chauffe pas (Cветит, да не греет): Zalechine
- 1976: La Vie et la mort de Ferdinand Luce (Жизнь и смерть Фердинанда Люса): juge soviétique au procès de Nuremberg
- 1977: Te souviens-tu parfois (Ты иногда вспоминай): Bakalov
- 1980: De longues journées, de courtes semaines (Долгие дни, короткие недели…): le directeur de l'usine
- 1982: Les Gentlemen du Congrès (Джентльмены из Конгресса): Simon Grey, le père de Marjorie
- 1989: Les Experts conduisent l'enquête (Следствие ведут Знатоки) (Affaire n° 23/Mafia; Дело № 22/Мафия): Mordvinov (Morda), chef du gang criminel

## Distinctions
- Médaille du Mérite combattant (23 février 1944)[4];
- Ordre de l'Étoile rouge (9 juin 1945)[5];
- Médaille pour la prise de Königsberg (9 juin 1945)[6]
- Médaille pour la prise de Berlin (9 juin 1945)[7];
- Médaille pour la victoire sur l'Allemagne dans la Grande Guerre patriotique de 1941-1945 (26 décembre 1945)[8];
- Médaille pour la Défense de Moscou[9];
- Artiste émérite de la RSFSR (1961);
- Artiste du peuple de la RSFSR (1970);
- Ordre de la Guerre patriotique de IIe classe (6 avril 1985)[10].